# 土圣寺
土圣寺，位于山西省忻州市原平市阎庄镇水油沟村，是中华人民共和国山西省文物保护单位之一。
2004年6月10日，授予山西省文物保护单位，是一座古建筑。